# Parc national du Grand-Paradis
Pour les articles homonymes, voir Grand Paradis (homonymie).
Le parc national du Grand-Paradis se trouve entre le Piémont et la Vallée d'Aoste, en Italie, à la frontière de la France (jouxtant le parc national de la Vanoise). Il couvre le massif du Grand-Paradis dont son plus haut sommet, le Grand Paradis (4 061 m).

## Géographie

### Territoire protégé
Le parc couvre une superficie de 70 318 hectares, essentiellement en haute montagne. On y compte encore 59 glaciers, dont la taille, cependant, a nettement diminué.
Les communes du parc sont :
- Vallée d'Aoste : Aymavilles, Cogne, Introd, Rhêmes-Notre-Dame, Rhêmes-Saint-Georges, Valsavarenche et Villeneuve, c'est-à-dire les communes du val de Cogne, et des vallées de Valsavarenche, de Rhêmes et le Valgrisenche ;
- Piémont : Ceresole Reale, Locana, Noasca, Ribordone, Ronco Canavese et Valprato Soana

### Faune et flore
On y trouve près de 3 000 bouquetins, la plus importante population d'Europe. Il y a également près de 8000 chamois, des marmottes, renards et quelques lynx. En outre, 6 ou 7 loups sont revenus errer dans le parc.
Il y a plus de 100 espèces d’oiseaux dans le parc, y compris le lagopède des rochers, l’accenteur alpin et le chocard. L'aigle royal (27 couples) et le grand-duc sont les oiseaux les plus impressionnants. Le gypaète barbu, dont le dernier specimen avait été abattu en 1913, a été réintroduit dans les années 1990.

### Accès
Cogne, au nord, et Ceresole Reale, au sud, sont les deux points d'accès les plus aisés au parc.
L'organisme de gestion du parc (Ente Parco Nazionale Gran-Paradiso) a son siège à Turin

## Histoire
Le parc national du Grand-Paradis a succédé à une réserve royale créée par le roi Victor-Emmanuel II en 1856 pour protéger le bouquetin, alors en voie d'extinction. Ce territoire protégé est devenu un parc national en 1922 et est le plus ancien parc national italien. Il a inspiré la création plus tardive en 1963 du parc national de la Vanoise qui le jouxte du côté français de la frontière et avec lequel il est jumelé.

## Galerie

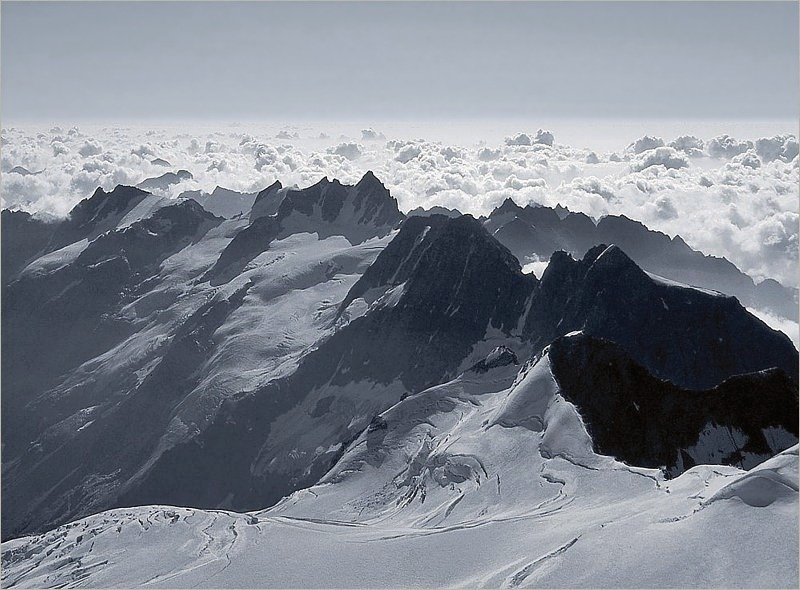
Sommets du Gran Paradiso
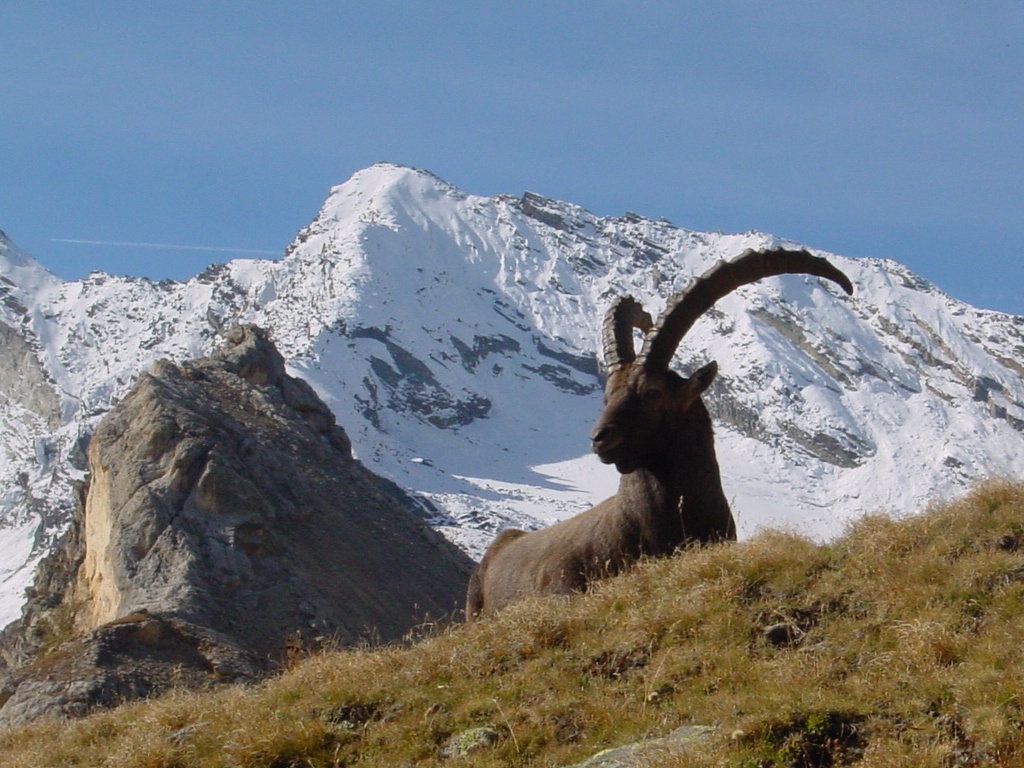
Bouquetin
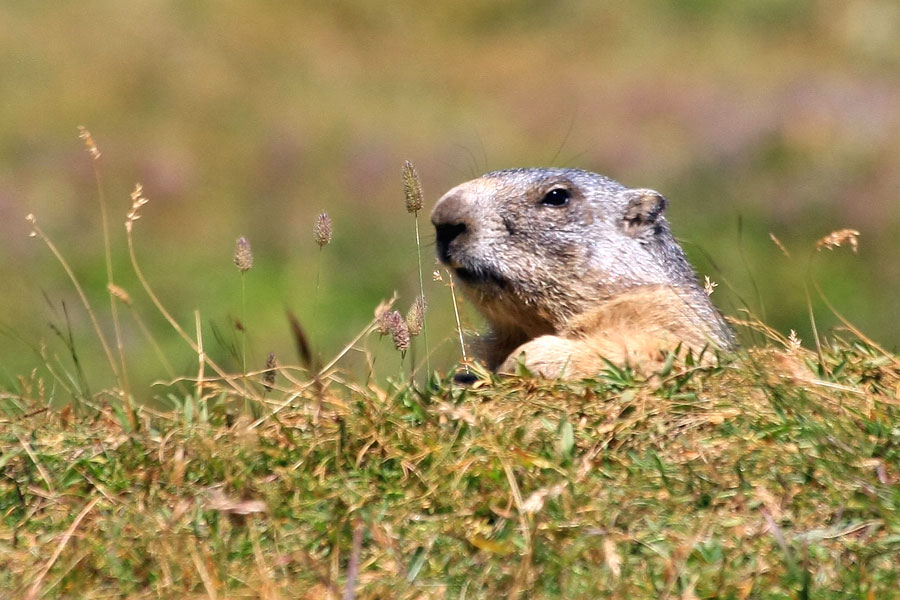
Marmotte
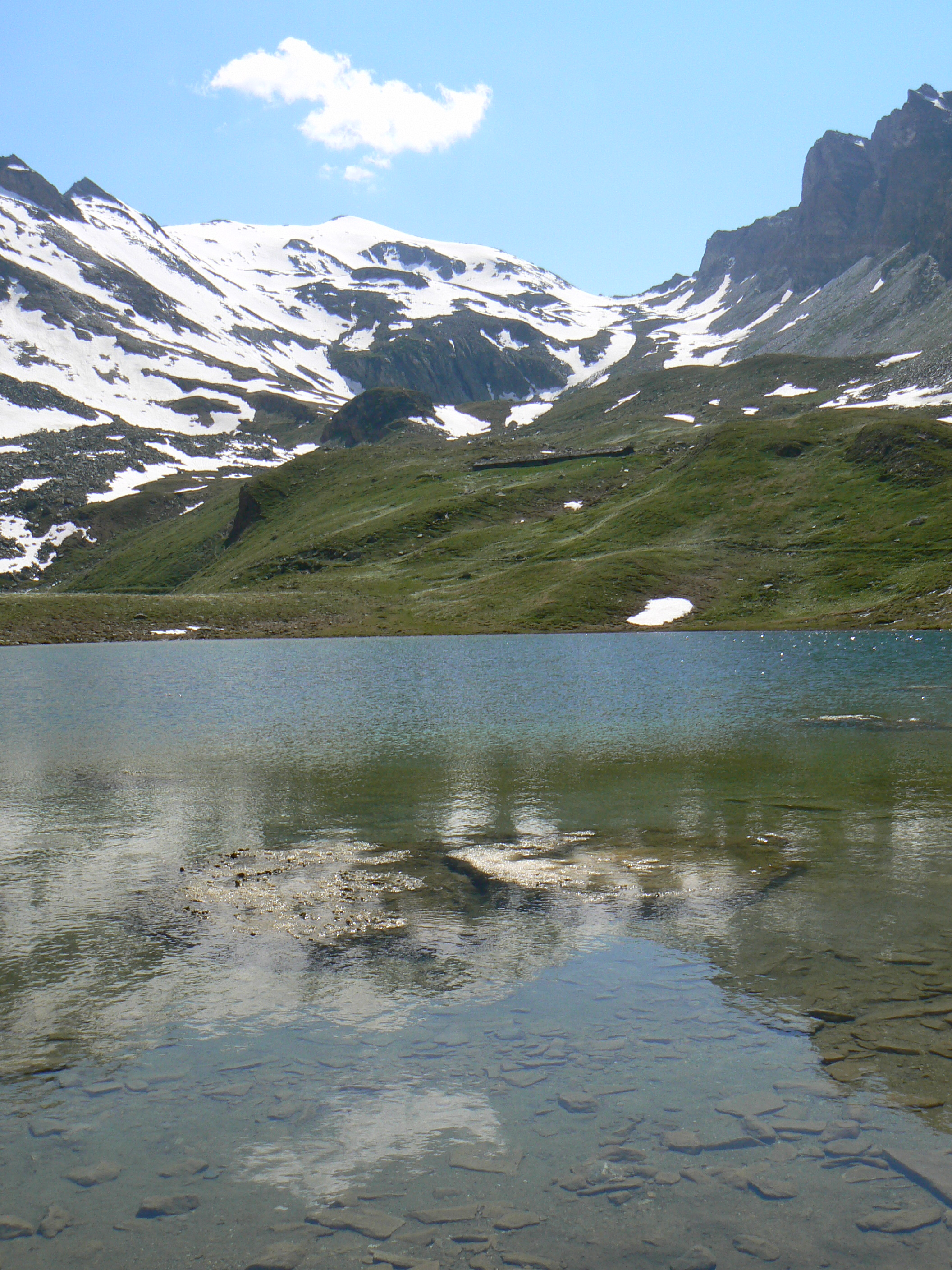
Lac Djouan
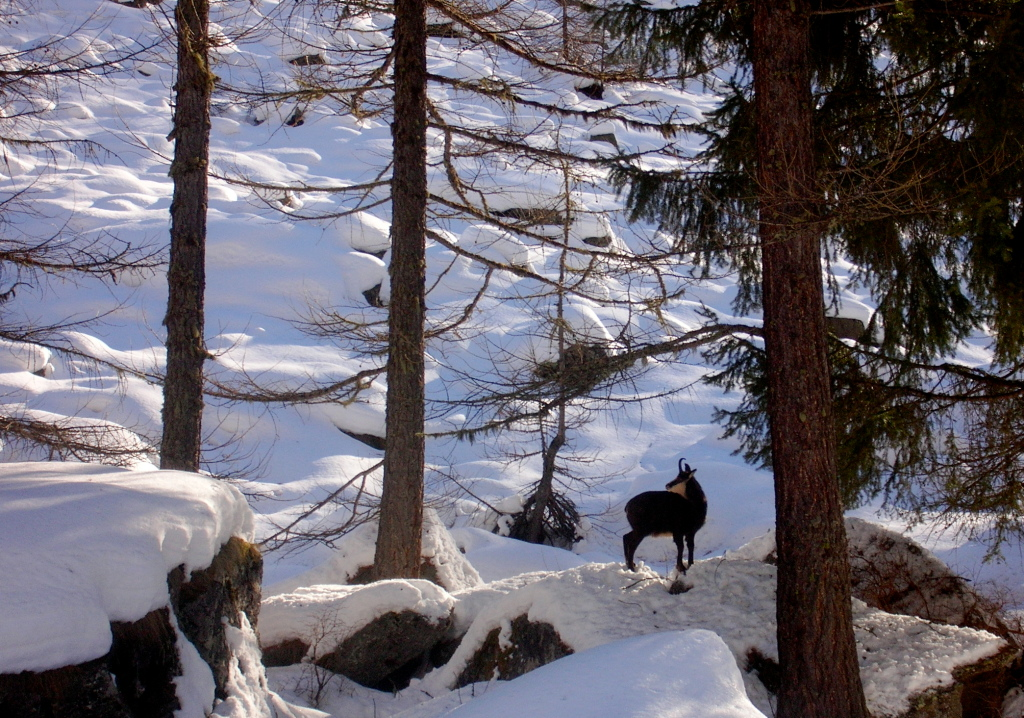
Chamois dans la neige
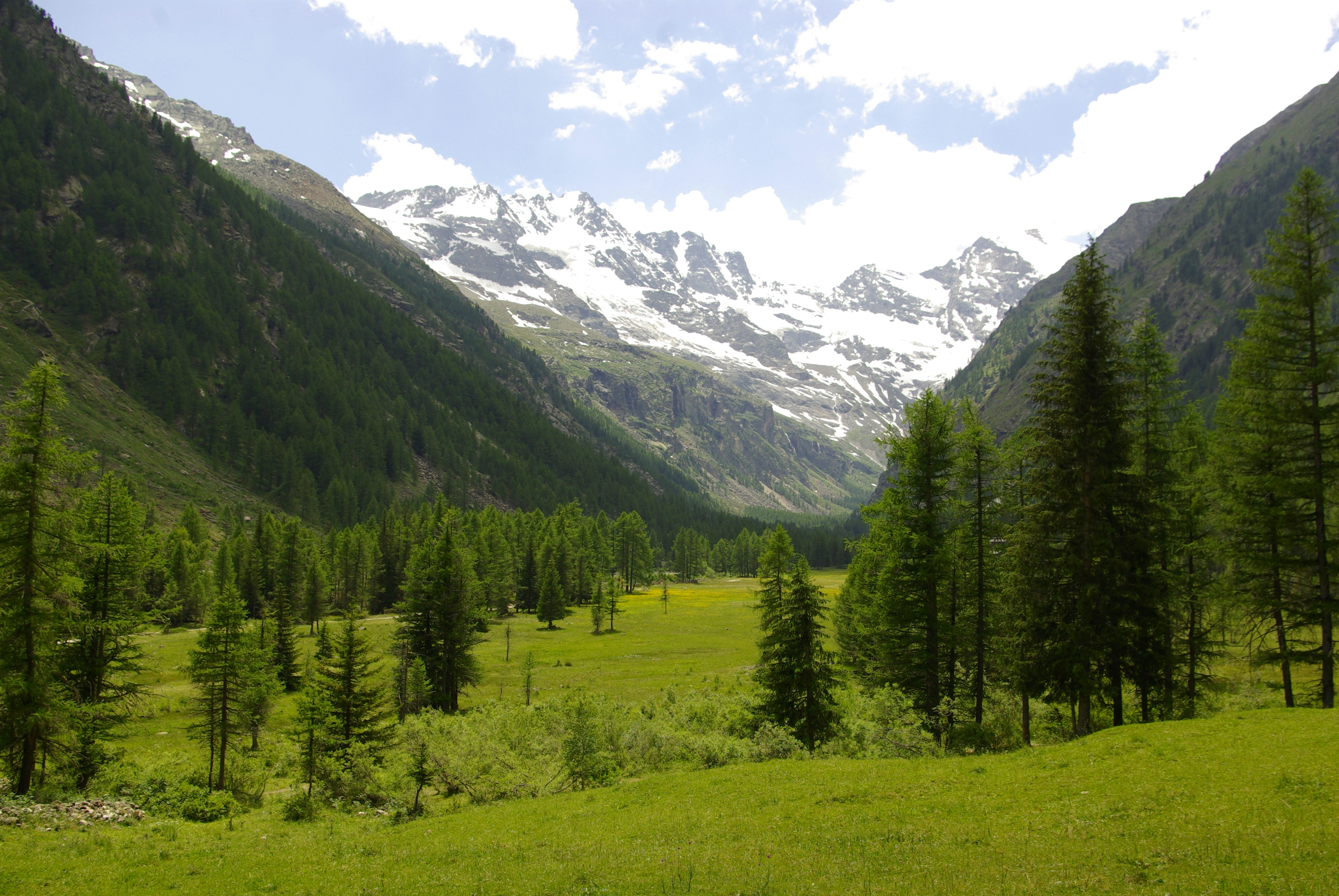
Panorama de Valnontey
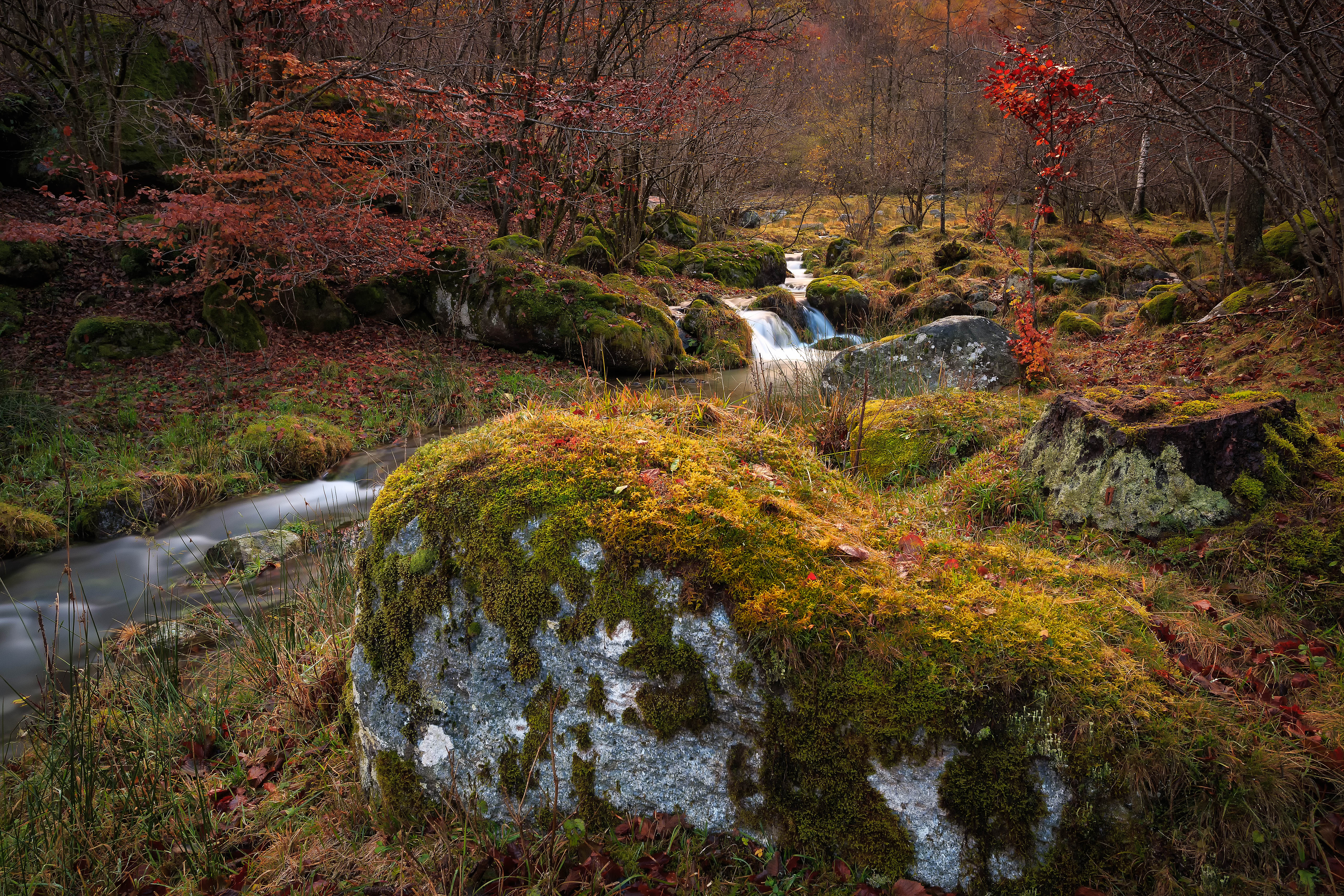
Vallon di Forzo
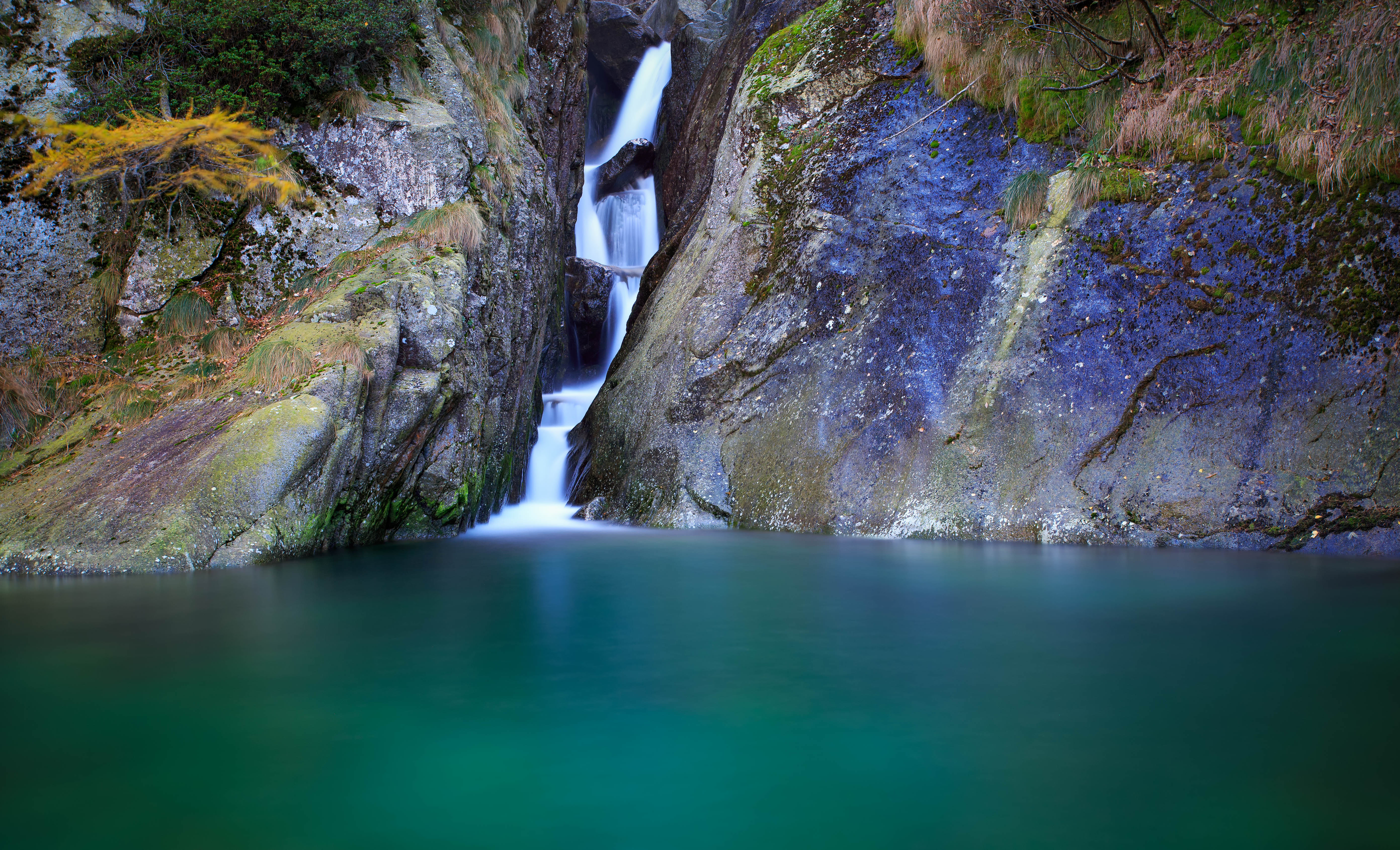
Fleuve Lasin
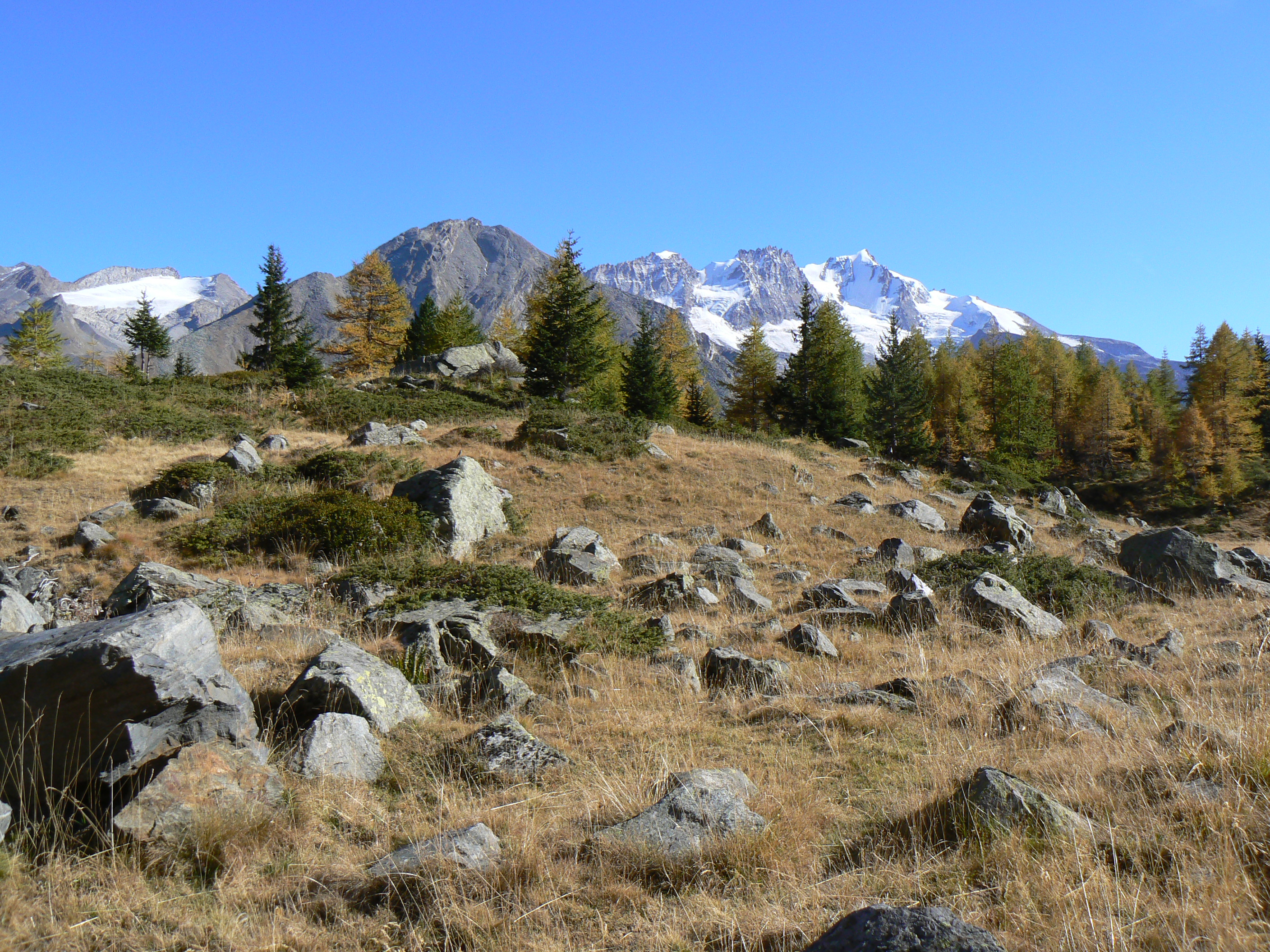
Alpes d'Orvieille
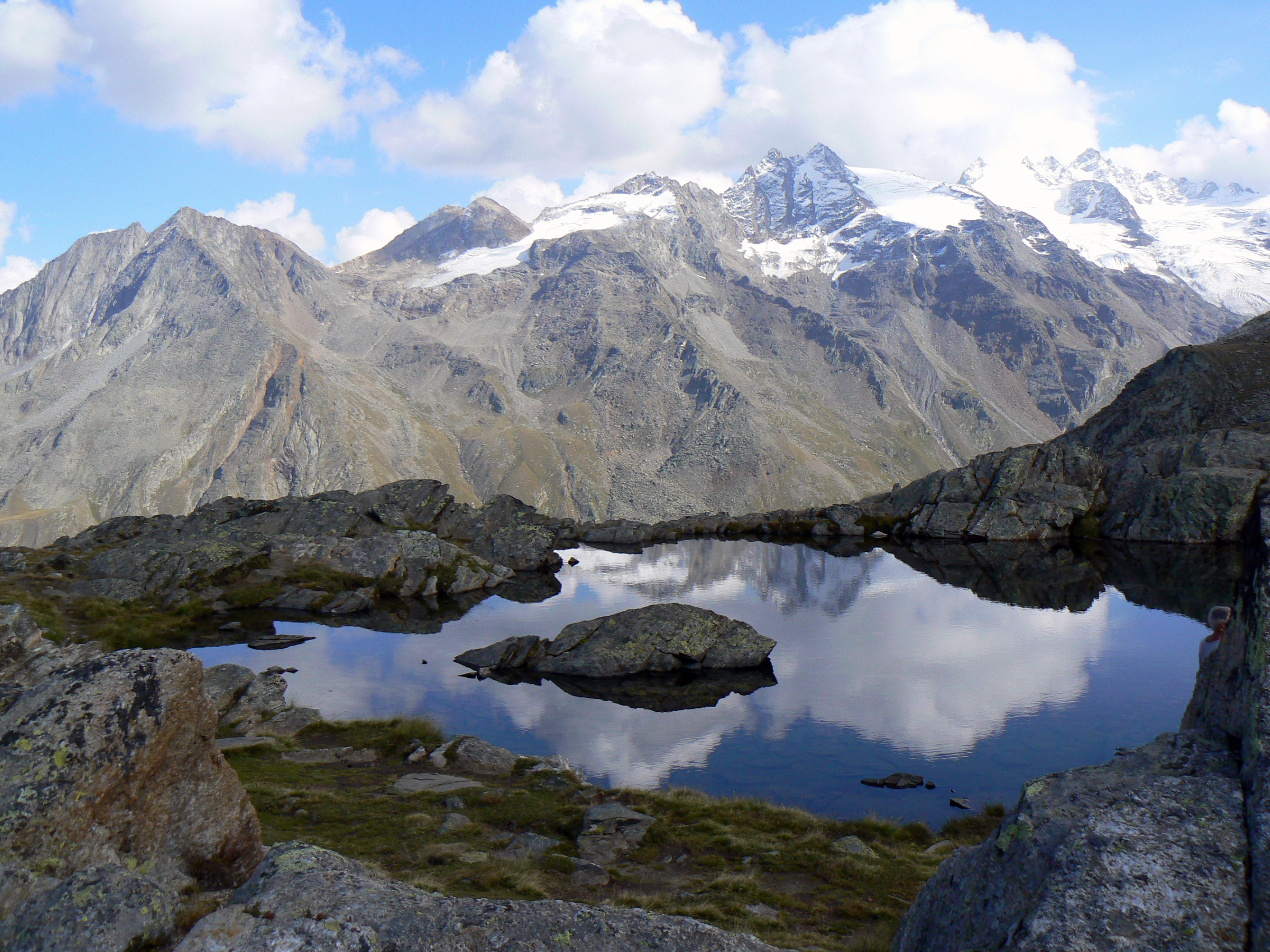
Lac de Lauson
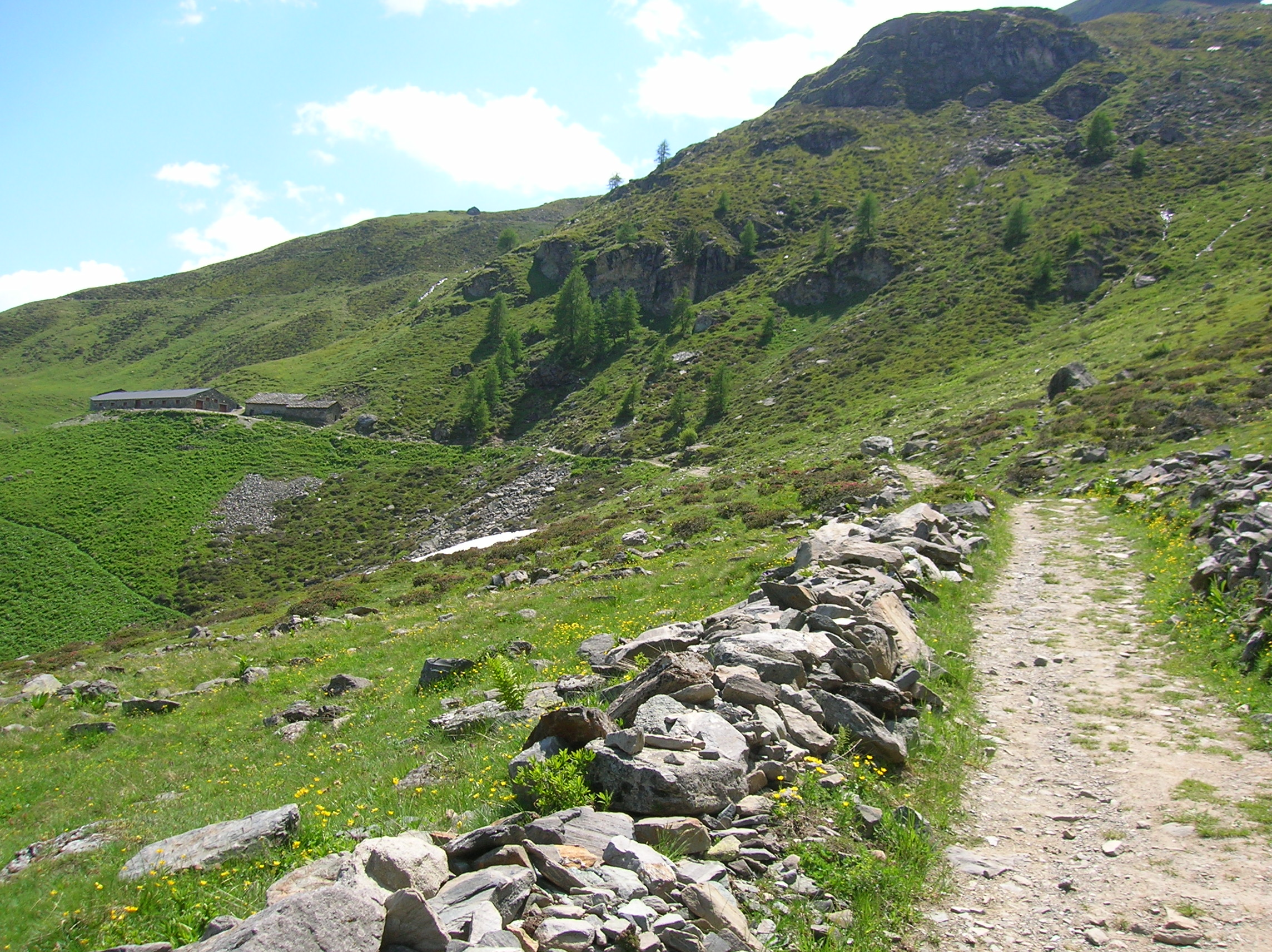
Chemin du parc
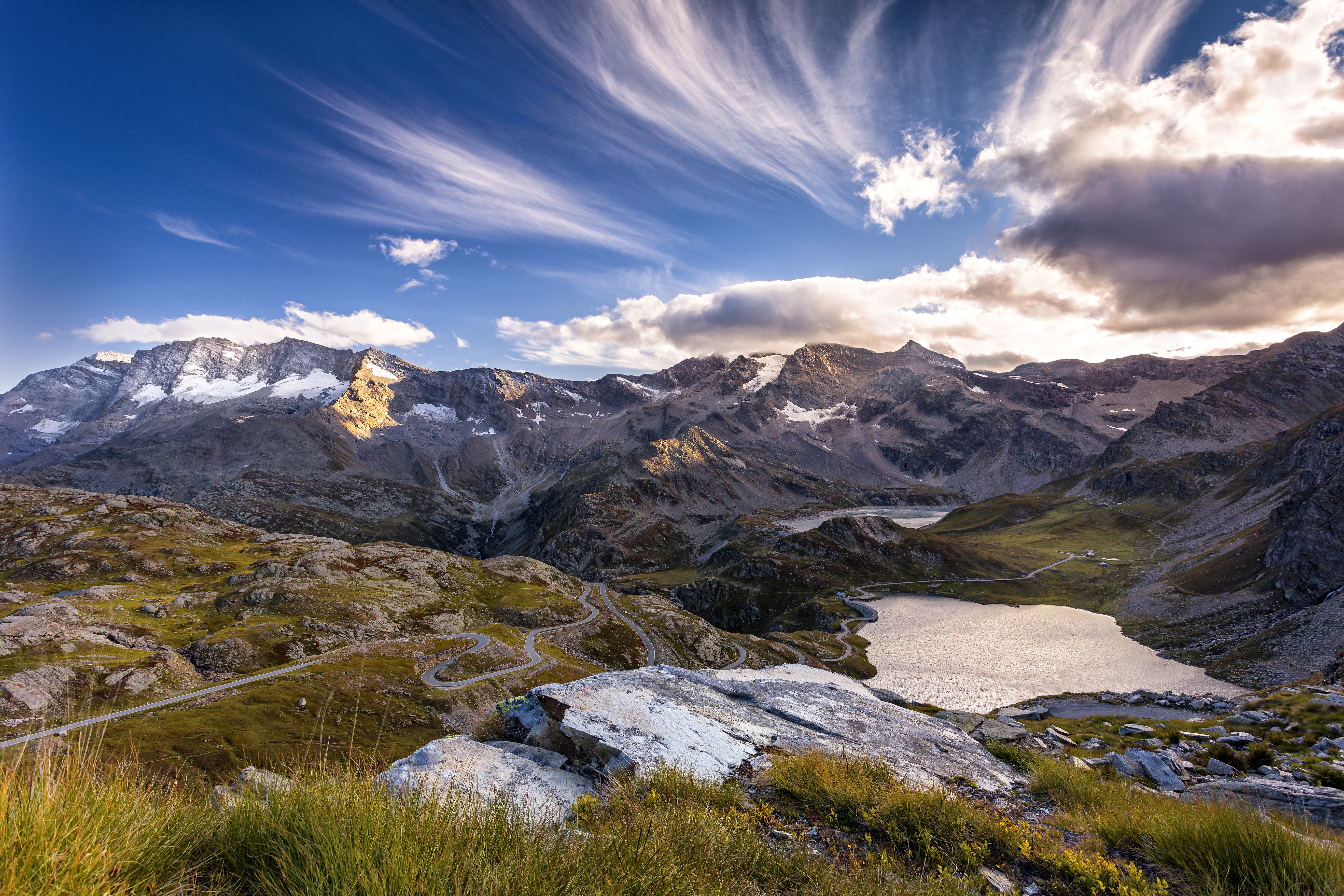
Le spectacle de la nature dans le parc national du Grand-Paradis. Dans le ciel on reconnaît des cirrus uncinus et des stratocumulus. Septembre 2017.
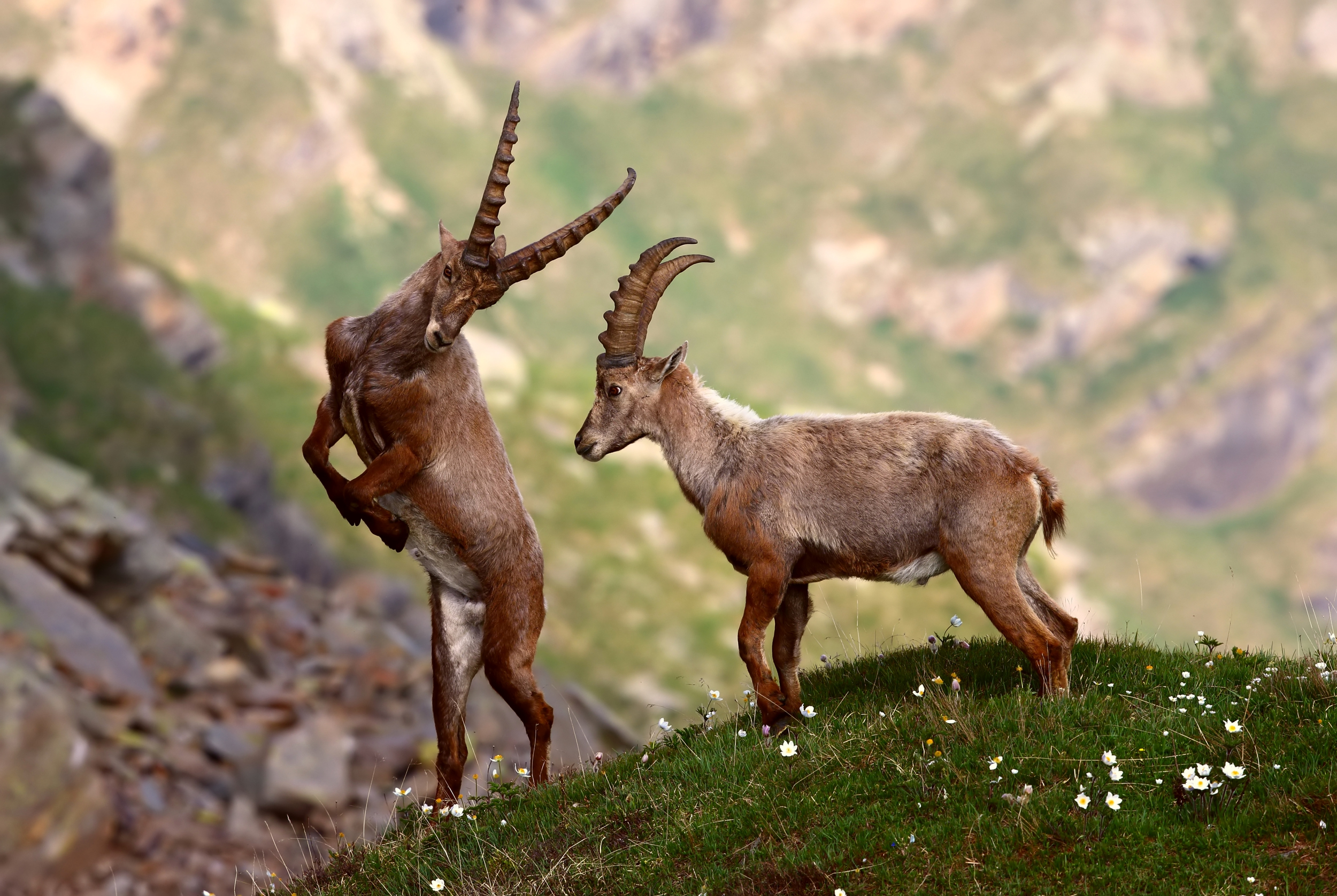
Bouquetins des Alpes dans le parc national du Grand-Paradis. Juin 2018.